# Jose Palma
Jose Serofia Palma (ur. 19 marca 1950 w Dingle, na wyspie Panay) – filipiński duchowny katolicki, arcybiskup Cebu w latach 2011-2025

## Życiorys
21 sierpnia 1976 otrzymał święcenia kapłańskie. Uzyskał doktorat na Papieskim Uniwersytecie Świętego Tomasza z Akwinu w Rzymie. Inkardynowany do archidiecezji Jaro, pracował w parafiach stolicy archidiecezji, był także rektorem regionalnego seminarium im. św. Józefa.

### Episkopat
28 listopada 1997 został mianowany biskupem pomocniczym archidiecezji Cebu, ze stolicą tytularną Vazari-Didda. Sakry biskupiej udzielił mu ówczesny nuncjusz apostolski na Filipinach arcybiskup Gian Vincenzo Moreni.
Rok po sakrze – 13 stycznia 1999 został mianowany biskupem diecezji Calbayog. Ingres odbył 9 marca 1999.
18 marca 2006 został mianowany biskupem archidiecezji Palo, na wyspie Leyte. Ingres odbył 2 maja 2006.
15 października 2010 decyzją papieża Benedykta XVI zastąpił kard. Ricardo Vidala na stolicy arcybiskupiej Cebu. Ingres odbył 13 stycznia 2011.
W latach 2011–2013 był przewodniczącym Konferencji Biskupów Katolickich Filipin.
16 lipca 2025 papież Leon XIV przyjął jego rezygnację z urzędu arcybiskupa metropolity Cebu złożoną ze względu na wiek. 